# Dobromíra
Dobromíra je ženské křestní jméno slovanského původu s významem „tvůrkyně, obránkyně dobra“. Podle českého kalendáře má svátek 5. února. Domácí oslovení je Dobra, Dobruše, Dobruška, Míra nebo Mirka. Mužským ekvivalentem je Dobromír. Podobným jménem je Dobromila nebo Dobroslava.

## V ostatních jazycích
- bulharsky Добромира, Dobromira
- polsky Dobromira